# Expansió bantu
L'expansió bantu és el procés historico-cultural de difusió de les llengües bantus a l'Àfrica central i meridional a partir del s. V ae. Es donava per fet que aquesta expansió es relacionava amb la generalització de l'agricultura intensiva i la metal·lúrgia del ferro en zones del continent africà que prèviament haurien estat poblades per pobles caçadors recol·lectors o ramaders. L'expansió bantu és un dels processos més rellevants de la prehistòria africana i també un dels més debatuts.
Segons alguns autors, implicà una re-configuració etnogràfica i lingüística total de l'Àfrica subsahariana. Per a ells, l'expansió bantu es produí més acceleradament entre el II mil·lenni ae al I mil·lenni ae, però tingué l'origen a la fi del IV mil·lenni ae. amb l'aparició d'una sèrie d'innovacions tecnològiques sorgides en l'Àfrica subsahariana occidental. El suposat avantatge obtingut pels bantus a causa d'aquestes innovacions els feren desplaçar els pobladors originaris d'extenses zones d'Àfrica. En la darrera fase, l'expansió bantu comportà la consolidació d'estats centralitzats que practicaven el comerç a gran escala i fomentaren el desenvolupament de les arts i les construccions monumentals. Entre les cultures arqueològiques i les històricament testimoniades d'aquesta època destaquen els estats dels Grans Llacs d'Àfrica, com Buganda o Bunyoro, que perduraren fins a la invasió europea del s. XIX, les ciutats estat suahili d'Àfrica oriental amb un poder comercial que fou destruït pels portuguesos al s. XVI, els regnes bantus d'Àfrica central i meridional, com el Regne de Monomotapa, que va florir entre els s. XI i XV, i el Regne zulu al segle xix.
Segons Greenberg i Ehret, estudiosos del tema, el fenomen bantu s'hauria desenvolupat entre el segle V ae i el XII de, en diverses onades i des de l'actual Nigèria, cap a l'est i el sud d'Àfrica. Però aquesta expansió lingüística no s'ha de relacionar amb la dispersió d'un grup ètnic per tota aquesta àrea del sud, ja que els bantus només comparteixen una realitat lingüística comuna, i són múltiples els seus tipus físics i socials. Així mateix, tampoc tingueren res a veure amb la difusió de la metal·lúrgia del ferro, ja que aquesta es coneixia prèviament en àrees com els Grans Llacs (des del 1300 ae).

## Expansions agrícoles a Àfrica
A Àfrica, tal com succeí en altres zones del món, hi hagué diverses expansions de pobles agrícoles. Com que l'agricultura permet major densitat de població i societats jeràrquicament més complexes, aquestes tenen la capacitat d'intensificar la seua producció i, per tant, són més susceptibles de caure en la sobrepoblació que les caçadores recol·lectores.
En societats agrícoles, la sobrepoblació es combat sobretot amb l'expansió cap a noves terres, mentre que en els pobles preestatals s'utilitzaren altres mitjans de control de població com l'infanticidi i la prolongació de la lactància. Mitjançant la lingüística històrica i l'evidència arqueològica, es poden reconstruir moltes d'aquestes expansions agrícoles antigues com l'ocorreguda al Senegal, la de Mali-Burkina Faso i l'expansió bantu iniciada al territori al voltant de l'actual frontera de Nigèria i Camerun. Aquestes expansions haurien succeït segons un model semblant al plantejat per Colin Renfrew per a l'expansió de les llengües indoeuropees.
L'estret parentiu que guarden les actuals llengües bantus és evidència de la seua expansió relativament recent. Les expansions lentes permeten que la llengua de diverses comunitats es diversifique, mentre que les expansions ràpides donen lloc a un conjunt de societats amb llengües parcialment intel·ligibles entre si. Segons alguns autors, l'inici de l'expansió bantu se situa poc abans del 3000 ae, data de l'inici aproximat del protobantu, la primera reconstrucció del qual es deu a Carl Meinhof el 1899. Segons altres, en va ser a partir del 500 ae. El genetista Cavalli-Sforza esmenta que l'expansió bantu degué ser d'1,5 km anuals, un 50% més ràpida que la dels primers agricultors neolítics a Europa, perquè, segons ell, els bantus disposaven d'una tecnologia més avançada que incloïa destrals de ferro. Però les proves arqueològiques han posat en dubte aquestes afirmacions.
Derek Nurse i Irene Tucker elaboraren un mapa molt complet, per al Summer Institute of Linguistics, en què es mostren les llengües bantus i les seues agrupacions internes.

### La gran expansió bantú cap al sud

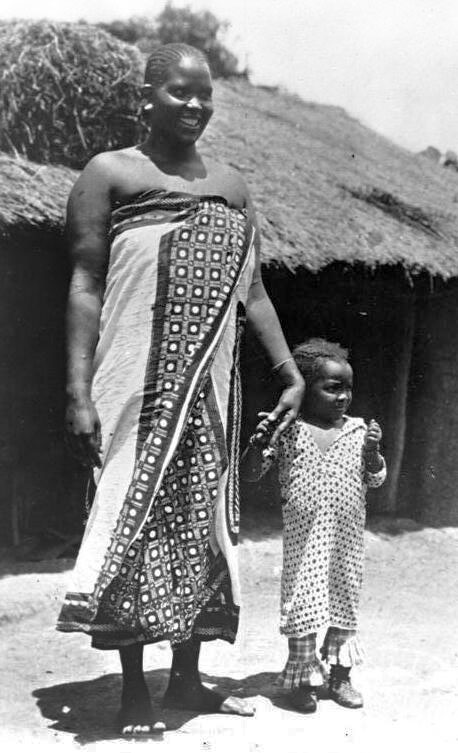
Dona bantu (suahili) i el seu fill, Àfrica Oriental Alemanya, hui Tanzània, el 1906

Tal com mostra la distribució de llengües bantus en l'actualitat, l'expansió n'ocupà el sud i centre d'Àfrica. Aquesta expansió cap al sud es feu per dos camins: la via oriental i la via occidental. L'evidència genètica prova que el sud fou colonitzat abans per la via occidental, mentre que la via oriental es detingué una mica més al nord, i després tingué una expansió tardana. Les troballes arqueològiques revelen que els bantus arribaren molt ràpid al nord de Namíbia (grup R de les llengües bantus), i el mateix corrobora la classificació més moderna de les llengües bantus que tradicionalment havia investigat amb més detall les llengües orientals.
Hi ha evidències que suggereixen que els bantus (grup J de les llengües bantus) van arribar a la zona dels Grans Llacs (Uganda, Ruanda, Burundi, oest de Tanzània) cap als primers anys de la nostra era. Entre les evidències de l'expansió bantu a la zona dels Grans Llacs cap al primer mil·lenni hi ha l'expansió del conreu de tubercles com el nyam, que abans només era freqüent en la selva tropical d'on procedien els bantus que poblaren els Grans Llacs, i a partir del 500 de s'estén l'ús de la siderúrgia i existeix una tradició cultural comuna a la zona reflectida en les troballes arqueològiques d'aquesta època. L'augment demogràfic fou més important amb l'arribada del zebú, originari de l'Índia, que podia suportar períodes perllongats de sequeres i era resistent a insectes parasitaris. Aquest animal fou criat prèviament a la zona bantuïtzada de la Vall del Rift. Més al sud, quan els primers colons holandesos arribaren a Ciutat del Cap el 1650 l'expansió quasi havia arribat a aquesta zona i els pobles bantus més propers només estaven a uns centenars de quilòmetres de la costa, al nord.

### Bantus i altres pobles
L'antropologia física (J. Hiernaux, 1968) i la genètica (L. Cavalli-Sforza, 1996) han demostrat que els pobles bantus són prou homogenis. Aquesta homogeneïtat es deu al fet que és una migració recent i n'hi ha hagut poc de temps perquè s'hi produïsca una diversificació genètica i lingüística. Aquests pobles bantus es van anar imposant a grups d'altres orígens genètics, sobretot pobles khoisan, niloticosaharians i pigmeus, que tenen llengües i gens marcadament diferents dels bantus. Els khoisan i els pigmeus quedaren relegats als pitjors territoris, on han sobreviscut bàsicament com a caçadors recol·lectors i han mantingut tímids contactes amb els llauradors bantus.

## Zona d'origen i inici de l'expansió

### Zona d'origen

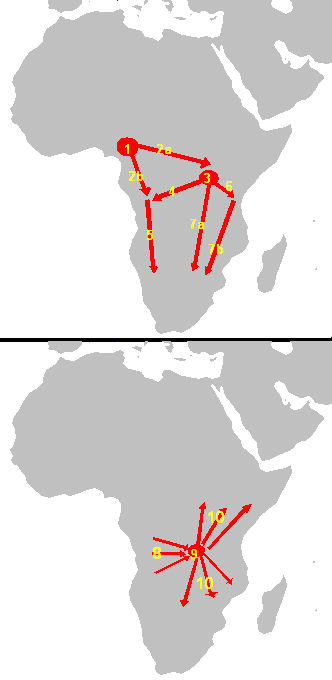
Fases de l'expansió bantu:
1. = 3000 - 1500 ae.
C. origen
2 = 1500 ae. Primeres migracions
2.a = Bantu de l'est, 2.b = Bantu de l'oest
3. = 1000 - 500 ae.
C. Nucli uruwe de bantus de l'est
4. - 7.
Avanç cap a el sud
9. = 500 ae.
C. - 0 Nucli del Congo
10. = 0 - 1000 de.
C. Última fase

Per determinar l'àrea d'origen de l'expansió s'han adduït dues menes d'evidències: lingüístiques i genètiques:
L'evidència lingüística es basa en dos punts: el vocabulari reconstruït de plantes i animals, i l'associació de la zona originària a aquelles on es donen aquestes plantes i animals. D'altra banda, allí on una llengua o grup lingüístic comença a parlar-se és justament on hi ha més diversificació lingüística (hi ha més dialectes distingibles de l'anglés en la mateixa Anglaterra que a la resta del món, o per exemple és a la costa est dels Estats Units on hi ha fronteres dialectals més definides, que van esfumant-se a mesura que es desplacen cap a l'oest, on les zones dialectals són més grans i menys diferents entre si). Sobre la base d'aquests dos tipus d'evidència, la zona més probable per a l'àrea originària és el nord-oest de Camerun i sud-oest de Nigèria (vegeu mapa lingüístic del SIL).
L'evidència genètica es basa en la variabilitat de freqüències d'un cert material genètic (haplotips) a Àfrica i se n'hi poden extraure els components principals (factors que una volta calculats estadísticament expliquen la major part de la variabilitat genètica) o factors explicatius d'aquesta variabilitat. Cavalli-Sforza en troba quatre components principals. El quart en té un centre d'expansió prou coincident amb les dades que dona l'evidència lingüística i suggereix que els mateixos pobles que originaren la família bantu són responsables de la dispersió d'alguns gens.

### Les dates de l'expansió
Cavalli-Sforza, basant-se en algunes evidències, situa l'inici de l'expansió bantu cap al 3000 ae al nord de Camerun. Examinant les dates probables de separació entre les llengües, per procediments glotocronològics, s'obté una data de 4.500 i 4.000 anys, és a dir, a l'entorn del 2200 ae.
L'ocupació de l'Àfrica oriental i meridional se situaria a partir del primer mil·lenni ae. Per això, en una primera fase, l'antecessor de les llengües bantus se situaria a la frontera entre Camerun i Nigèria, després hi hauria seguit una primera expansió per l'extrem nord-occidental de la zona bantu i més tard una segona fase de migració cap al sud que correspon a les llengües "gran bantu", que són més properes entre si, i formen un subgrup filogenètic dins les bantus.

### Rutes de l'expansió protobantu
L'acord sobre les rutes seguides no es tan ampli com en el cas de l'àrea d'origen de l'expansió. Vansina (1995), per exemple, proposa una expansió inicial per la selva, seguida d'una expansió pel curs dels rius de la selva (hi ha evidències que els llauradors amazònics s'imposaren als caçadors recol·lectors amazònics seguint-ne un patró semblant). Així alguns pobles bantus arribarien a la conca del Zambezi i des d'allí uns grups haurien anat cap al nord i altres cap al sud. Alhora, altres grups haurien rodejat la selva cap a l'est fins a arribar a la zona dels Grans Llacs, i en arribar al llac Victòria, altres llengües bantus assolirien Zanzíbar des del sud.
D'altra banda, per la classificació lingüística de Heine es dedueix que hi hagué tres centres successius d'expansió:
1. En primer terme algun lloc de Camerun, des d'on haurien eixit grups cap al nord i sud, però sempre propers al nucli originari. Altres se n'anaren cap a l'est fins a arribar a l'extrem nord-oest de l'actual República Democràtica del Congo.
2. El segon centre n'hauria estat la confluència dels rius Zaire i Ubangui, d'on n'haurien sorgit 7 grups: ober-kongo, batekes-mbete, kikongo, boma, yanzi, lundes i luchazi-chokwe.
3. El darrer centre d'expansió hauria estat la regió de Kasai i d'ací n'haurien sortit les llengües orientals. Ehret coincideix amb la conclusió de Heine.

### Causes de l'expansió
L'expansió bantu sobre altres zones es produí gràcies al domini de l'agricultura, sobretot la de tipus tropical practicada a l'Àfrica Occidental. Aquesta expansió superà el desenvolupament demogràfic d'altres cultures subequatorials, com la dels pigmeus, que només eren caçadors i recol·lectors, i la dels khoisan del nord. L'expansió bantu es va detenir als límits de l'Àfrica meridional, a 800 quilòmetres de ciutat del Cap, respectant les àrees ocupades pels khoisan meridionals, doncs l'agricultura bantu no és compatible amb l'ambient africà del sud, doncs ací el clima és més temperat.
També els préstecs lingüístics en ambdues direccions suggereixen que els pobles bantus van assolir majors densitats de població gràcies al conreu del nyam i perquè les seues proteïnes animals procedien del peix, ja que a la zona central d'Àfrica la presència de la mosca tse-tse que mata el bestiar dificulta la presència de ramaderia major.
En àrees allunyades del seu nucli d'expansió s'haurien trobat amb pobles bàsicament ramaders (els noms per a conceptes ramaders són préstecs d'altres llengües), als quals s'haurien imposat gràcies a la major densitat de població aconseguida per l'agricultura. Quan s'examinen les llengües bantus de la zona gran bantu s'observa que hi ha una concatenació de dialectes en què cadascú és intel·ligible amb els circumdants. Això fa pensar en una expansió progressiva per guanyar terreny i no en processos migratoris que duien grans grups a llocs llunyans de la seua àrea d'origen.

## Expansió en temps moderns

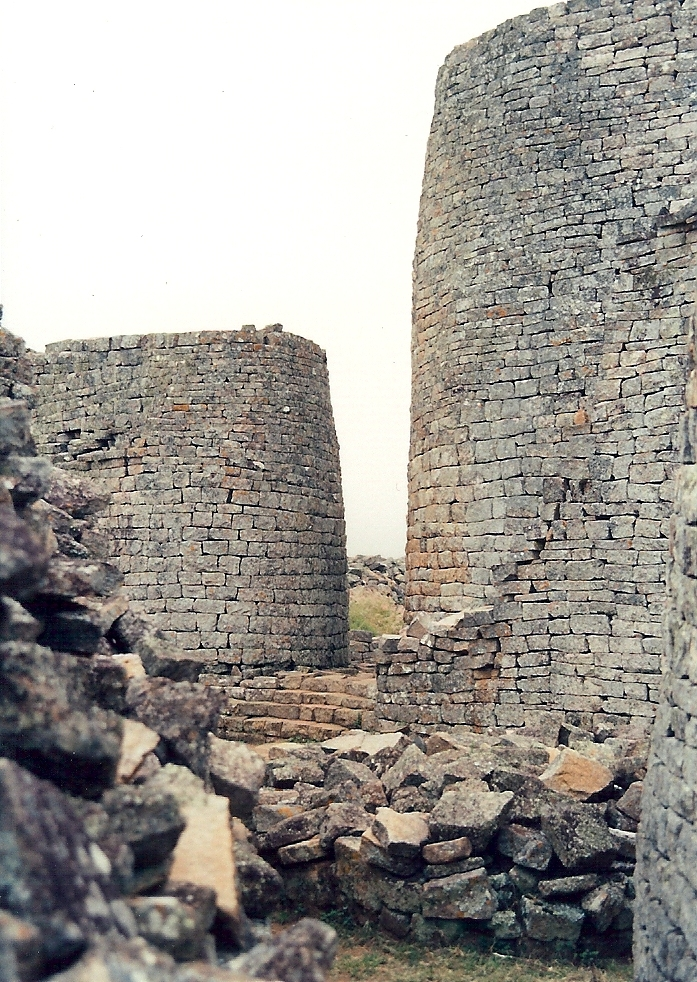
Torre erecta del Gran Zimbàbue, construïda amb blocs de fàbrica sense morter, 1996

L'expansió als primers segles de nostra era, que no estan ben documentats, es coneix poc. Durant l'edat mitjana europea, però, alguns pobles bantus tingueren relacions comercials estables amb els àrabs i mercés a això es pot documentar la seua història a partir del segle xiii. Després, els relats i dades recollides pels primers exploradors europeus permeten ampliar-ne les fonts d'informació.

### Segles XIII a XVI

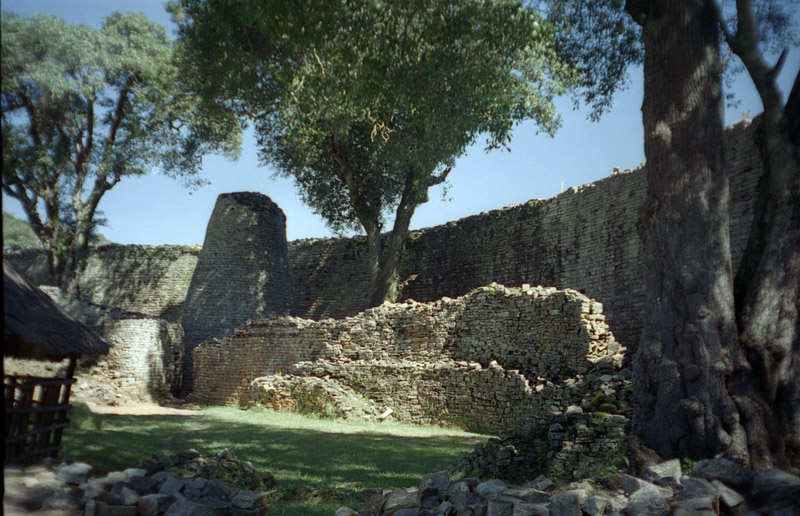
Ruïnes de la torre cònica al Gran Zimbàbue

Entre els s. XIII i XV, comencen a emergir estats bantus d'una escala molt major que les prefectures anteriors. Això succeí a la zona dels Grans Llacs, al límit sud de la sabana centreafricana, i sobre el riu Zambezi, on els reis de l'estat de Monomotapa manaren construir el complex del Gran Zimbàbue.
La formació d'estats d'aquesta mena s'incrementà del s. XVI ençà. El fenomen es deu segurament al fet que s'arribà a densitats de població més altes, i això dugué a divisions del treball més especialitzades, incloent-hi possiblement una classe militar. Altres factors en pogueren ser l'augment del comerç entre les comunitats africanes i els europeus, el refermament del comerç dels suahilis amb els àrabs a la costa est africana, i alguns avenços tècnics en l'activitat econòmica, així com canvis socials en la institució de la reialesa.

### L'Imperi zulu (s. XVIII-XIX)

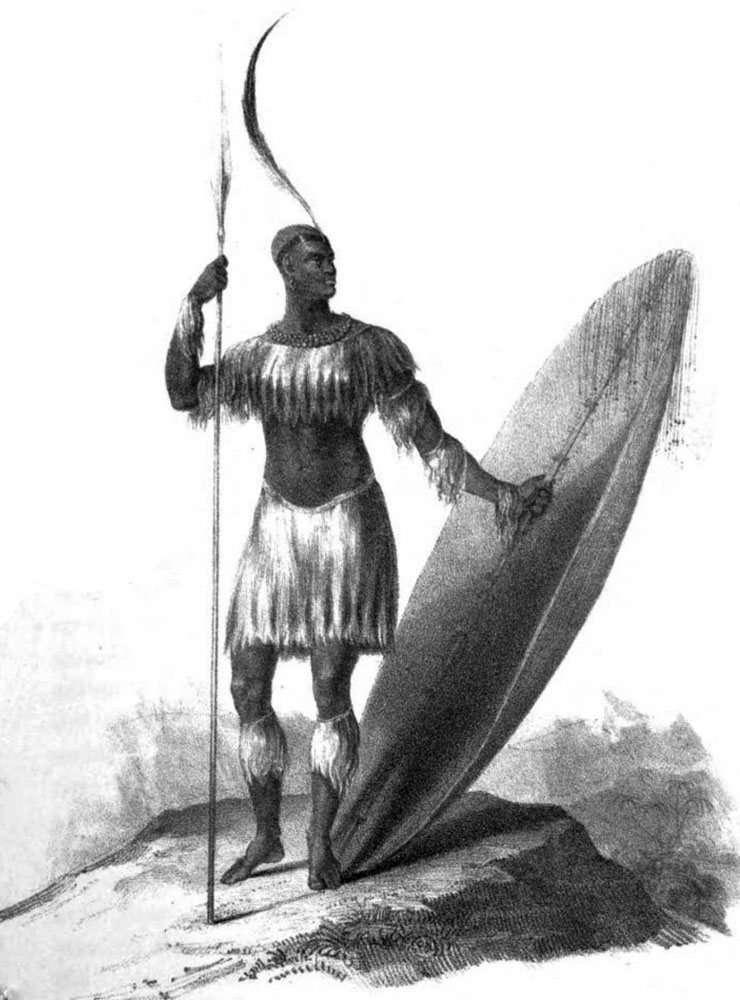
El rei Shaka

Cap al s. XVIII el Gran Zimbàbue havia deixat de ser la capital d'un gran imperi comercial, i els pobles bantus havien completat la colonització del sud, només a l'oest i nord de la zona del Cap. En aquest moment hi havia dos grups dominants a la regió dominada pels bantus: els nguni (xoses, zulus, swazis), que ocupaven la part oriental dels plans costaners i els basotho-tswana, que habitaven a l'interior de l'altiplà.
Cap al final del s. XVIII i principis del XIX, van ocórrer dos fets importants:
- Els xoses, l'ètnia més meridional, que havia colonitzat a poc a poc el sud-oest, feren el primer intent de contactar amb els bòers holandesos que estaven envaint-ne el nord-est des de la colònia de Ciutat del Cap.
- Més o menys alhora, més al nord, dotzenes de petits grups habitaven l'actual KwaZulu. Entre aquests hi havia els zulus, que aleshores no eren un grup important; el 1816, però, un home anomenat Shaka pren possessió del tron dels zulus i en un any conquista militarment els grups veïns i converteix els zulus en l'aliat més important del grup més poderós, els mtetwa. Aquests tenien disputes territorials amb els ndwanwe pel domini de la part nord del modern KwaZulu-Natal.[25]

Shaka feu moltes reformes de tipus militar, social, cultural i polític, i creà un estat zulu centralitzat ben organitzat. El canvi que va tenir més impacte fou la transformació de l'exèrcit, gràcies a tàctiques innovadores i noves armes desenvolupades per Shaka i els seus assessors. Reforçà el paper de la religió d'estat, limitant en paper dels fetillers independents; i integrà els grups vençuts dins del grup zulu, sobre la base d'una completa igualtat; i les promocions en l'exèrcit i el servei civil eren una qüestió de mèrit personal més que de drets per naixement.

Regne zulu cap a 1890

Després de la mort de Dingiswayo, rei dels mtetwa, assassinat cap a 1818 per Zwide, rei dels ndwandwe, Shaka assumeix el lideratge de l'aliança dels mtetwa. Aquesta aliança sobrevisqué al primer assalt de Zwide en la batalla de la muntanya Gqokli. En dos anys Shaka vencé completament a Zwide, i la batalla del riu Mhlatuze en fou la darrera i va trencar l'aliança amb els ndwandwe. Algunes d'aquestes tribus encetaren una campanya contra altres grups nguni, i donà lloc a una gran migració de pobles que fugien dels ndwandwe, coneguda com a Mfecane. Cap a 1825 Shaka havia conquistat un enorme imperi que cobria un àmplia àrea des del mar de l'est fins a les muntanyes Drakensberg a l'oest, i des del riu Pongola al nord, fins al Mbashe al sud, no lluny de la moderna ciutat d'East London (Sud-àfrica). Una branca dels zulus, els matabeles, instauraren sota el rei Mzilikazi un imperi encara més gran, que incloïa parts del modern Zimbàbue.
Shaka, que havia tingut contactes amb els exploradors anglesos, veié que els europeus suposaven una amenaça per als pobles autòctons, i començà un intens programa educatiu amb l'objectiu que els nguni es modernitzassen. El 1828, però, Shaka fou assassinat pel seu mig germà Dingane, que el va succeir. Digane fou vençut pels bòers, tot i que sota el seu successor Mpande (un altre mig germà de Shaka) i el seu fill Cetshwayo, els zulus rebutjaren els intents dels bòers de conquistar-los. Com a rei dels zulus, Cetshwayo infligí a l'exèrcit britànic la pitjor derrota que ha sofert a mans d'una força tecnològicament menys avançada en la batalla d'Isandhlwana el 1879. Posteriorment els zulus foren arrasats per la moderna tecnologia militar europea.

## Tecnologia a partir de l'evidència lingüística
Certs aspectes de la tecnologia, el mode de vida i de producció poden deduir-se per l'evidència lingüística i la reconstrucció de termes. Segons la lingüística històrica, quan pot reconstruir-se un terme comú a un conjunt de llengües, aquest estaria en l'ancestre comú a aquestes llengües o protollengua comuna, abans de la diversificació en grups a causa de l'expansió de la família. D'altra banda, si sols pot reconstruir-se el terme per a un o alguns subgrups o llengües, s'ha d'assumir que el terme era una innovació tècnica esdevinguda en el grup que presenta el terme, després de l'expansió però abans de la diferenciació interna de les llengües del grup. Seguint aquesta lògica se'n pot reconstruir l'estadi tecnològic en diferents fases.

### Protobantu (abans de l'expansió)
Entre els termes reconstruïbles del protobantu hi ha aquests:
*-kùá 'nyam'
*-cí 'peix'
*-dìbà 'pou, riu'
*-dób 'pescar amb canya', -dòbó 'canya de pescar'
*-búà 'gos'
I termes no culturals com *-jí 'aigua', * -vula 'pluja'. En els anteriors mots reconstruïts els accents denoten els tons: (´) alt i (`) baix. L'asterisc (*) indica que són formes reconstruïdes a partir de les llengües modernes, i el guió (-) que la forma demana un prefix de classe nominal.
A partir d'aquest vocabulari es conclou que el conreu principal n'era el nyam. La pesca devia tenir molta importància com a font de proteïnes, ja que la ramaderia era impossible per la presència de la mosca tse-tse. Entre els animals domesticats també estaria el gos, doncs totes les llengües hi comparteixen el mateix terme. A més l'hàbitat originari seria prou humit si s'ha de jutjar per l'abundància del lèxic en aquest aspecte.

### Gran bantu
Açò inclou les llengües sorgides després de la primera fase de l'expansió, que dugué els parlants bantus fora de la zona de mosca tse-tse. La presència d'aquest insecte dificulta la pràctica de la ramaderia bovina, i és interessant notar que en aquesta fase, quan el bantú ix fora del domini de la mosca tse-tse, ja hi apareixen algunes innovacions culturals, com la ramaderia i l'agricultura, doncs s'han reconstruït mots sobre aquestes activitats:
*-bèdé 'mill'
*-gòmbè 'ramat'
*-búdi 'cabra'.
La presència del mill és notòria perquè a l'àrea d'origen no es troba aquest cereal; això permet situar geogràficament les noves àrees d'expansió. En estendre's a altres zones adoptaren i conrearen el mill, a més es generalitzà l'agricultura entre aquests pobles, com demostra el fet que els termes agrícoles puguen relacionar-se amb els d'altres llengües africanes no bantus. Aquesta innovació degué ser un préstec cultural procedent de pobles no bantus.

### Aixades i tecnologia del ferro
En zones més reduïdes de l'àrea gran bantu, hi ha prou evidència que l'expansió estigué molt condicionada per l'aparició d'eines de ferro. L'evidència lingüística mostra que a les dues zones principals són reconstruïbles els mots:
Àrea 1
*-bàgò 'aixada'
*-báká 'ganivet'
*-cimbí 'ferro'
Àrea 2:
*-gèdà 'ferro'
*-gembè 'aixada'
La diferència de mots entre les dues principals zones bantus suggereix que l'aixada es desenvolupà en almenys dos llocs independentment, i també la tècnica per a fabricar armes i eines de ferro.

## Els pobles prebantus

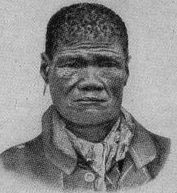
Khoikhoi, membre d'una ètnia no bantu del sud d'Àfrica

L'evidència genètica mostra certa uniformitat a Àfrica, tot i que aquesta uniformitat s'interrompé per moviments demogràfics procedents de l'expansió bantu i d'altres pobles. Quan s'examinen els préstecs de mots ramaders entre les distintes famílies lingüístiques africanes, es troba una cosa curiosa: els mots ramaders de les llengües bantus meridionals són préstecs de les llengües khoisànides (khoikhoi = 'hotentots', san = boiximans). Alguns exemples en són: -pedi 'cabrit', que en la llengua bantu kwanyama mostra ser un préstec del nama (llengua khoisan) paira-, i el terme de l'herero (ondu)ombe sembla un préstec del kwadi goe- 'vaca' < * gombe.
Açò delata que els khoisan ocupaven en el passat remot la zona poblada actualment pels bantus. Les llengües khoisan estan ara confinades a Namíbia, sud d'Angola, Botswana i Sud-àfrica. A Tanzània, però, encara es troben dues llengües aïllades no bantus: l'hatza i el sandawe. Alguns lingüistes (entre ells, Greenberg i Ruhlen) relacionen aquestes llengües amb les khoisan, ja que també presenten sons "clic", que estan absents de la resta de llengües del món fora del sud-oest d'Àfrica. Açò és una evidència més de la presència dels khoisan molt més al nord i a l'est de la seua ubicació actual, i els hatza i sandawe són "illes" de pobles prebantus supervivents a l'expansió bantu.
Un altre fet remarcable n'és que molts termes khoisan al seu torn semblen préstecs de les llengües sudaneses que parlen al nord del nucli d'expansió bantu, i això permet conjecturar que part del domini bantu actual també estigué poblat per sudanesos (que abans s'haurien estès més al sud d'on ara viuen). Aquests haurien mantingut contactes amb els khoisan com mostren aquests préstecs:
Kwadi guu- 'xai' < protosudanés central * gCu
!kora semi- 'mill' < protosudanés central * sa 'farina'
Nama paira 'cabrit' = bagirmi bal
Nama oro- 'ovella' = moru-madi *aro-
És possible que el conreu del mill i la domesticació d'alguns animals la feren pobles sudanesos que al seu torn adoptarien els khoisan, i els bantus al seu torn els prendrien d'aquests. Una altra possibilitat és que els bantus prenguessen directament alguns termes dels pobles sudanesos. En qualsevol cas, queden ben documentats els contactes entre els tres grups lingüístics.